# 矮子丕平
矮子丕平（法語：Pépin le Bref，714年—768年9月24日），又称丕平三世（法語：Pépin III），是加洛林王朝的创建者，751年在教宗和法蘭克貴族的支持下，推翻墨洛溫王朝，成為法兰克国王，在位時間為751年至768年。
矮子丕平（Pépin le Bref）一称出现在后期史书中，应该是因为他身材矮小，因Bref在当时法语实意为court小之意。不過現在歷史學家說可能是一個錯譯，真正的意思是「小丕平」丶「年輕丕平」。

## 与天主教會的关系
丕平問教宗：「國王不理政事，宮相應該怎麼辦？」当時教宗也急需強有力的支持，於是表示“誰為法蘭克操勞，誰就是它的主人”。這個回答正合丕平的心意。丕平隨即強迫墨洛溫王朝的最后一个国王希尔德里克三世剃髮出家，成為修士，名正言順地結束墨洛溫王朝，開創了加洛林王朝。
751年，教宗匝加派主教来到巴黎为丕平加冕。这意味着俗世政权需要来自教權的批准。这一事件为后来神权与君权的斗争留下了争执的根源。
为了报答教宗，丕平随即站在教宗一边，反对伦巴底人。751年，由于伦巴底人攻占拉文纳，教宗斯德望二世亲自到法兰克王国向丕平求救。
754年，丕平进军意大利，强迫伦巴底国王埃斯托夫 (伦巴底人)答应将拉文纳及其新近占领的土地交给教宗。756年丕平打败并俘虏了伦巴底国王。自此，从拉文纳到罗马的大片领土便划为教宗辖区，形成了一个“教宗国”。史称“丕平献土”。

## 征讨
丕平在位期间，开始了大规模的征服。与阿基坦公爵魏法尔连续打过九年阿基坦战役。